# Deixalleria

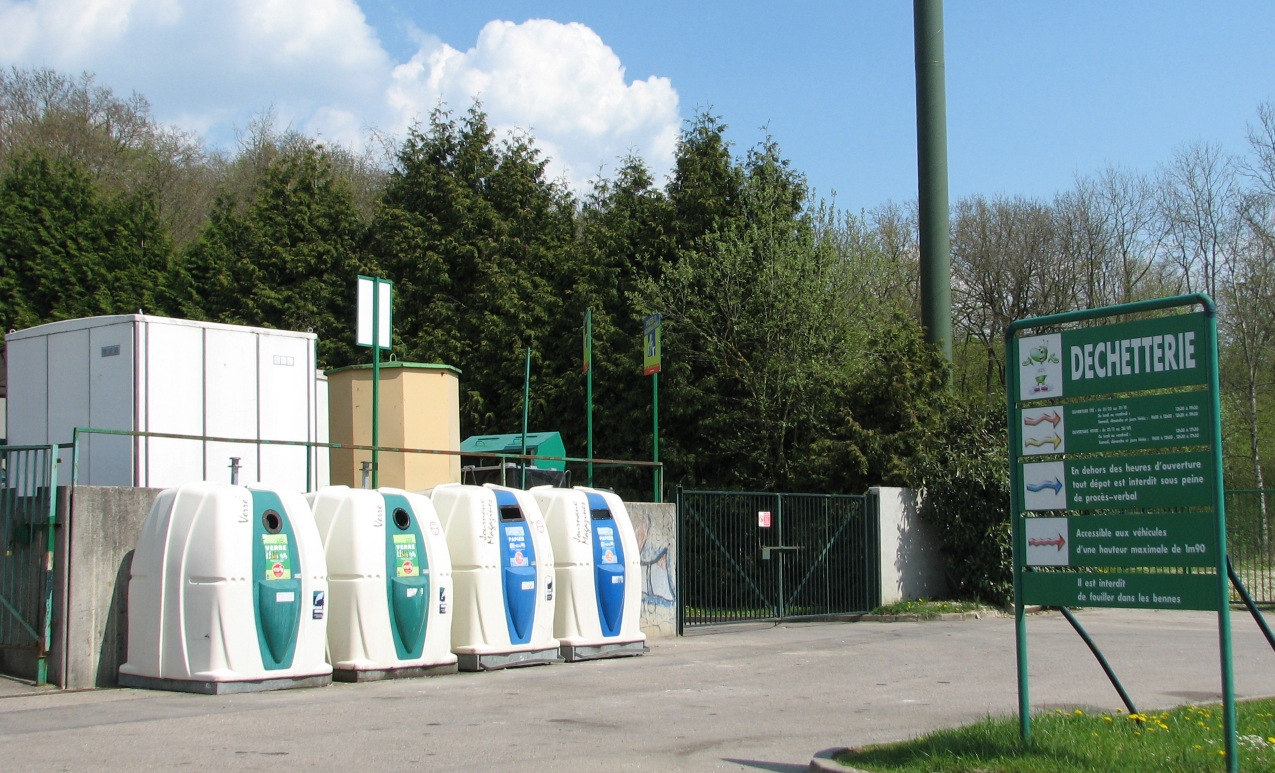
Contenidors selectius en una deixalleria francesa

La deixalleria és una instal·lació que permet fer la recollida selectiva d'aquelles fraccions de residus municipals per a les quals no hi ha un sistema de recollida domiciliària. D'aquesta manera, amb un simple cop de cotxe o un petit passeig, els veïns poden classificar ells mateixos els diferents tipus de residus domèstics que no han pogut minimitzar i dipositar-los selectivament, és a dir, en contenidors separats.
Les deixalleries són instal·lacions tancades i durant la seva obertura hi ha un servei permanent d'atenció al públic. L'encarregat de la deixalleria s'encarrega d'informar la gent, de la correcte gestió dels residus i de les tasques administratives.
A més a més de les deixalleries, també existeixen les deixalleries mòbils i les minideixalleries.
- La deixalleria mòbil consisteix en un vehicle de recollida itinerant que se situa en diferents municipis o barris segons un calendari preestablert.
- Les minideixalleries són petites instal·lacions que es troben dins d'un municipi i que permeten apropar el servei al ciutadà i que depèn de la deixalleria principal on es transporten el residus desats.

Els residus d'acceptació obligatòria per part d'una deixalleria són els residus municipals ordinaris (paper i cartró, vidre, envasos, plàstics no envàs, ferralla i metalls i tèxtils), els residus municipals especials (fluorescents i llums de vapor de mercuri, pneumàtics, bateries, dissolvents, pintures i vernissos, piles, frigorífics i electrodomèstics amb CFC i olis minerals de particular), els residus municipals voluminosos (electrodomèstics que no contenen substàncies perilloses i mobles) i altres residus (fustes, restes de jardí i runes provinents d'obres menors).